# MITSUI OCEAN FUJI
MITSUI OCEAN FUJI（ミツイ・オーシャン・フジ）は、商船三井クルーズが運航しているクルーズ客船。運航会社名の漢字表記を用いた「三井オーシャンフジ」とも表記される。

## 概要
シーボーン・クルーズ・ラインの「シーボーン・オデッセイ（Seabourn Odyssey）」として、2009年6月、イタリアのT.マリオッティ造船所で竣工。船価は2億5千万ドル。6月24日にヴェネツィアで行われた命名式ではデビュークルーズの乗船客全員が命名者（ゴッドペアレント）となり、就航した。
ラグジュアリークラスのクルーズ船である。スペースレシオ約71t/人、パセンジャークルーレシオは約1.4。客室数は229室でオールスイート、うち89％はベランダ付き、全客室28平方メートル以上。2019年5月にイタリア ジェノバで改修が行われ、内装・什器等の更新が行われている。
ディーゼルエンジン4基、電動機2基、2軸のディーゼル・エレクトリック方式を採用。各軸7.5 MW、合計15 MWのバルチラ製推進ドライブで駆動する。これはシンクロ変換器と同期モーターによる、正・逆両回転方向での加速・減速が可能なシステムである。バウスラスターは2軸。
同型の2番船が2010年、3番船が2011年に建造された。
2023年2月には商船三井がクルーズ事業拡大策の一環として購入、1年半程度シーボーン・クルーズでの運航を継続し、2024年末を目処に改装の上で商船三井客船（現・商船三井クルーズ）に移籍し日本近海を中心とした運航を行う計画とした。2023年10月に商船三井クルーズの新ブランド「MITSUI OCEAN CRUISES」と合わせて新船名「MITSUI OCEAN FUJI」を発表。富士山や1989年に就航した日本の近代的なクルーズ客船の先駆けとなった「ふじ丸」を意識したものとした。2024年9月2日から25日のシアトル発横浜行きのクルーズを最後にシーボーンでの運航を終了。25日に横浜港にて商船三井クルーズへの引渡式を実施、シーボーン時代の15年間で総航行距離859,554海里（約1,591,894 km）・乗客数180,454人・寄港地数426港を数えた。

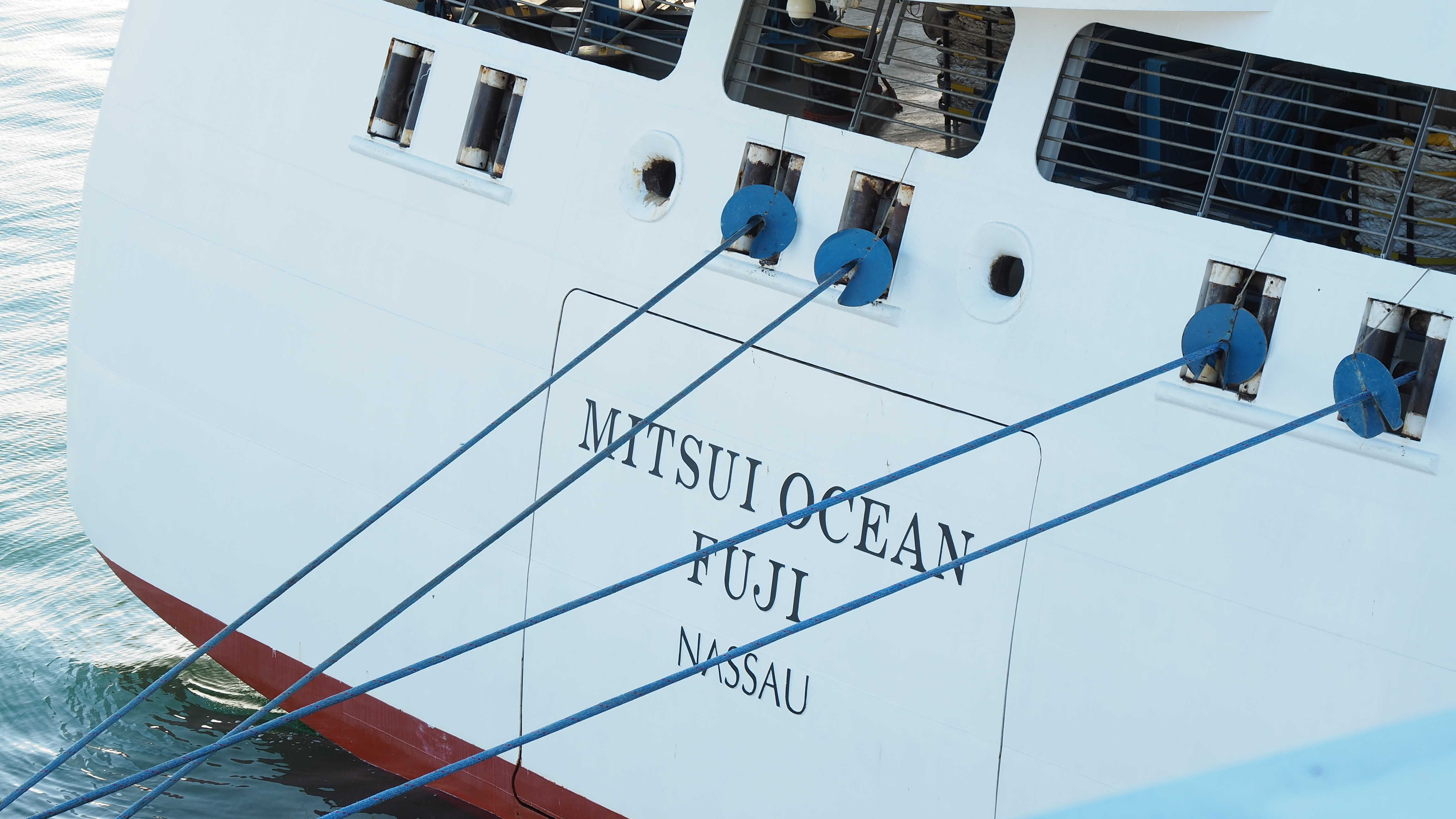
船尾の船名と船籍港表示 (2024年12月)

温水洗浄便座の導入など日本向けの改修を施し、2024年12月1日より「MITSUI OCEAN FUJI」として就航。横浜港新港ふ頭を起点に別府・釜山・下関を経由し東京港までの7日間のデビュークルーズを行い、12月7日には東京国際クルーズターミナルでの就航記念イベントにて命名式を行い、四代目池坊専好が命名を行った。従来の「にっぽん丸」によるショートクルーズや日本国内での運航と差別化し本船はバハマ船籍で海外寄港を含む5-10泊程度の運航を中心とし、就航後1年半程を目処に日本船籍に移行する計画としている。商船三井のファンネルデザインはオレンジ一色であるが、2024年12月就航に際して色の変更は行われておらず、シーボーン・クルーズのロゴマークを商船三井クルーズのロゴマークに付け替える形としている。

## 船内
旧はシーボーン・オデッセイ時代の名称。
11階
- サンライズデッキ - 旧サンテラス
- アクティビティエリア「来光」 - 旧サンデッキ「ザ・リトリート」

10階
- ペントハウススイート（10室）
- オーシャンビュースイート（4室）
- ベランダスイート（1室）
- オブザベーションバー「36」

9階
- ペントハウススイート（12室）
- ベランダスイート（2室）
- バー「スカイバー」
- フィットネスセンター

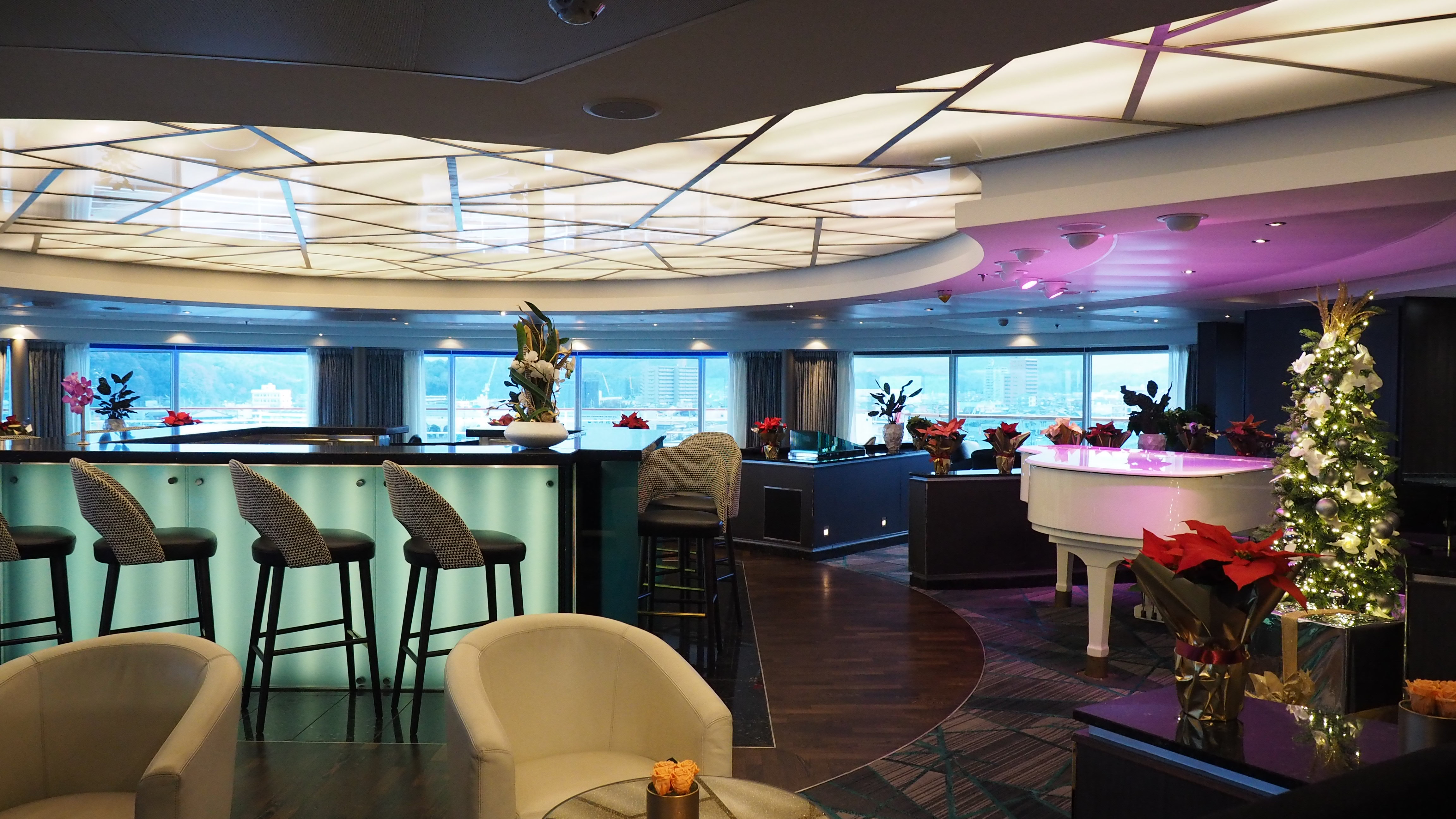
オブザベーションバー 36

- モーションスタジオ（ヨガ、エアロビクス、ピラティス、太極拳プログラムに使用）
- スパ&ウェルネス「木霊 KODAMA」
- ヘアサロン
- トリートメントルーム

8階
- オーナーズスイート（2室）
- ベランダスイート（30室）

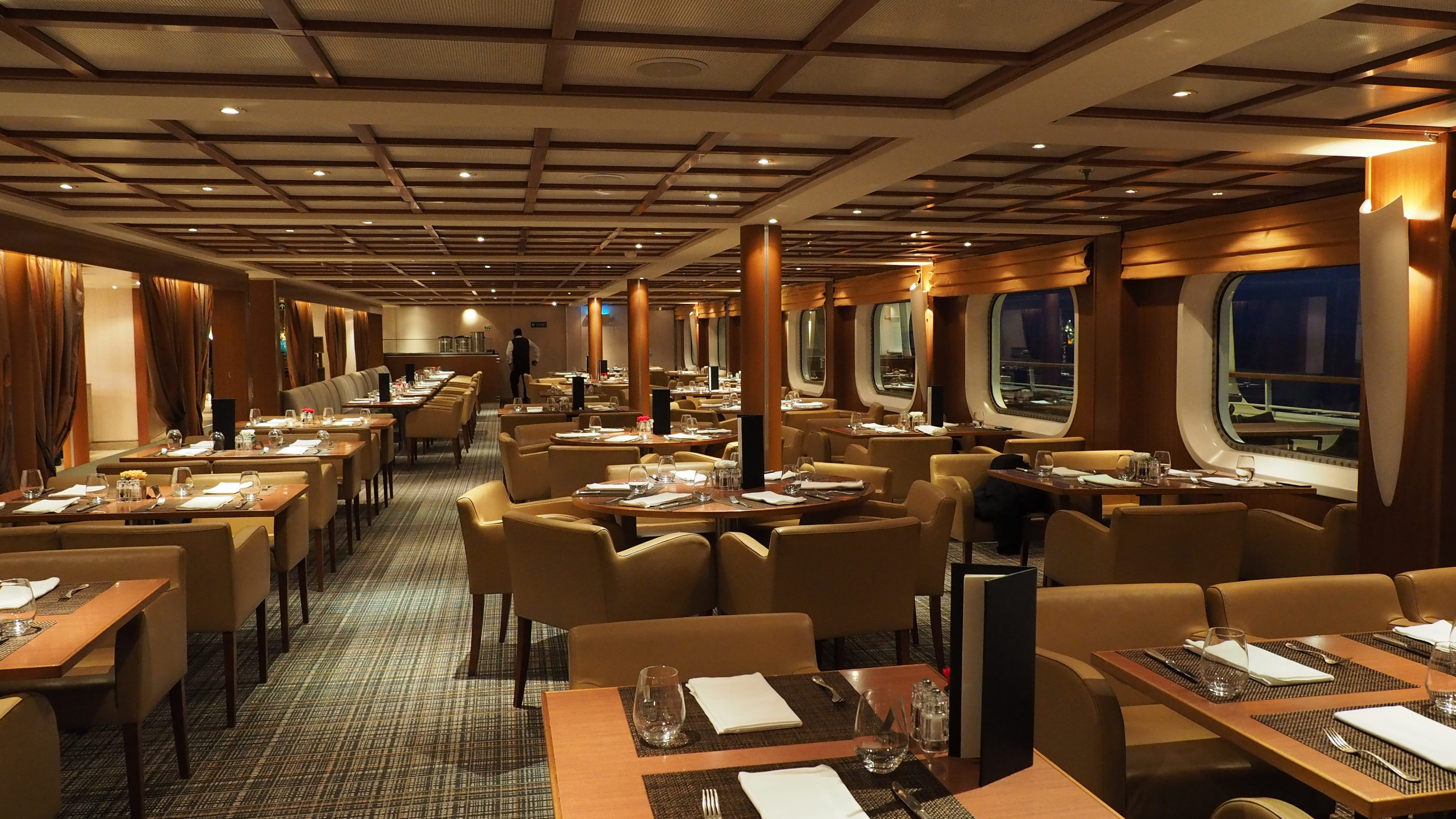
テラスレストラン 八葉

- プールサイドレストラン&バー「湖畔」 - 旧カジュアルレストラン「ザ・パティオ」・バー「パティオバー」
- プール「湖畔」
- ダイニング「北斎FINE DINING」 - 旧グリルレストラン「ザ・グリルbyトーマス・ケラー」 三國清三が監修[22]。
- ビュッフェレストラン「テラスレストラン 八葉」 - 旧「ザ・コロナード」

7階
- MITSUI OCEAN スイート - 旧シグネチャースイート（2室、隣接のベランダスイートと合わせ「グランドシグネチャースイート」として利用可）
- ウィンターガーデンスイート（2室、隣接のベランダスイートと合わせ「グランドウィンタースイート」として利用可）
- オーナーズスイート（1室）
- ベランダスイート（44室）
- 宝石・時計店「ザ・コレクション」
- ショップ
- コーヒーバー
- ラウンジ・レセプション・ライブラリー・ワークスペース「MITSUI OCEANスクエア」[22] - 旧「シーボーンスクエア」
- カードルーム

6階
- オーナーズスイート（2室）
- ベランダスイート（57室）
- 劇場・ラウンジ「オーシャンステージ」 - 旧「グランドサロン」

5階
- ベランダスイート（35室）
- 会議室
- ゲームルーム「オーシャンカジノ」 - 旧カジノ
- オーシャンクラブ&バー - 旧ラウンジ「ザ・クラブ」・クラブバー
- プール

4階
- オーシャンビュースイート（26室）
- メインレストラン「ザ・レストラン富士」（452席[22]） - 旧「ザ・レストラン」

3階
- 診療室

2階
- マリーナ

### 客室
全室をオーシャンビューとしオーシャンビュースイートを除く9割にバルコニーを備える。上位5タイプの客室にはバトラーサービスを設定し、有料レストランの1回無料や「ザ・レストラン富士」の専用エリアを設定した。
| 種別                     | 部屋数 | 最大定員 | 面積         | 設備 |
| ------------------------ | ------ | -------- | ------------ | --- |
| MITSUI OCEANスイート     | 2室    |          | 82.4m2       | リビングルーム、ウォークインクローゼット、 エンクローズドソラリウムバス、デイベッド 、テレビ、ジェットバス、洗浄機能付きトイレ、冷蔵庫 |
| シグネチャースイート     | 2室    |          | 87m2         | リビングルーム、ウォークインクローゼット、 テレビ、ジェットバス、洗浄機能付きトイレ、 冷蔵庫                                           |
| ラグジュアリースイート   | 5室    |          | 55.7- 872    | リビングルーム、ウォークインクローゼット、 テレビ、ジェットバス、洗浄機能付きトイレ、 冷蔵庫                                           |
| ペントハウススパスイート | 4室    |          | 48.8- 49.4m2 | リビングエリア、ウォークインクローゼット、 テレビ、バスタブ、洗浄機能付きトイレ、 冷蔵庫                                               |
| ペントハウススイート     | 23室   |          | 39.7- 54.82  | リビングエリア、ウォークインクローゼット、 テレビ、バスタブ、洗浄機能付きトイレ、 冷蔵庫                                               |
| ベランダスイート         | 167室  |          | 26.4- 30.22  | リビングエリア、ウォークインクローゼット、 テレビ、バスタブ、洗浄機能付きトイレ、 冷蔵庫                                               |
| オーシャンビュースイート | 26室   |          | 25.3- 29.4m2 | リビングエリア、ウォークインクローゼット、 テレビ、バスタブ、洗浄機能付きトイレ、 冷蔵庫                                               |

## 同型船
2番船 「シーボーン・ソジャーン（Seabourn Sojourn）」
2010年5月26日竣工。2025年3月に本船と同じく商船三井が購入し2026年後半に日本市場に投入予定。
3番船 「シーボーン・クエスト（Seabourn Quest）」
2011年5月31日竣工。